# Florence Malgoire
Pour les articles homonymes, voir Malgoire.
Florence Malgoire est une violoniste, pédagogue et chef d'orchestre française née le 9 mars 1960 à Dugny et morte le 11 août 2023 à Avignon.

## Biographie
Issue d’une famille de musiciens, Florence Malgoire commence sa carrière sous la houlette de son père Jean-Claude Malgoire au sein de La Grande Écurie et la Chambre du Roy et de son professeur Sigiswald Kuijken avec La Petite Bande. Elle occupe depuis 1987, les postes de violon solo dans des ensembles baroques tels La Chapelle royale de Philippe Herreweghe, La Grande Écurie et la Chambre du Roy, Les Talens Lyriques de Christophe Rousset, Les Arts florissants de William Christie.
Dans le domaine de la musique de chambre, Florence Malgoire fonde au début des années 1990, avec Alice Piérot, Marianne Muller et Aline Zylberajch, l’ensemble Les Nièces de Rameau. En 2003, elle fonde Les Dominos, ensemble à géométrie variable, spécialisé dans les musiques des XVIIe et XVIIIe siècles, qui s'est produit à Naples, Beaune, Genève, Lille, etc.
Parallèlement à sa carrière de soliste, Florence Malgoire s’intéresse à la direction musicale : après la radio suisse romande pour laquelle elle est invitée à diriger les motets de Jean-Philippe Rameau au festival Agapé, elle dirige Jean-Féry Rebel, Georg Friedrich Haendel et Bach, mais aussi Mozart (Requiem) ou Heinrich Biber.
Spécialiste européenne du violon ancien, Florence Malgoire a été invitée pour des master classes à Sablé-sur-Sarthe, Tokyo, la Fondation Royaumont, la Juilliard School de New York, à Rio de Janeiro, à l'université McGill à Montréal. Depuis 2000, elle enseigne le violon ancien et la musique de chambre au Conservatoire supérieur de Genève, Haute École de musique.
Florence Malgoire est mariée avec l'écrivain Hervé Mestron, et ils ont deux enfants.

### Mort
Florence Malgoire meurt le 11 août 2023 à Avignon, d'un cancer diagnostiqué tardivement,.

## Discographie sélective
- 1985 : Jean-Sébastien Bach : Passion selon saint Matthieu (Harmonia Mundi), avec La Chapelle Royale, direction Philippe Herreweghe : violon solo.
- 1988 : Claudio Monteverdi : Il combattimento di Tancredi e Clorinda (CBS records), avec La Grande Écurie et la Chambre du Roy, direction Jean-Claude Malgoire : violon solo.
- 1990 : Mondonville : Pièces de clavecin en sonates avec accompagnement de violon, avec Christophe Rousset, clavecin (3 juin 1990, Disques Pierre Verany / Arion) (OCLC 799545990)
- 1990 : André Campra : Tancrède (Erato), avec La Grande Écurie et la Chambre du Roy, direction Jean-Claude Malgoire : violon solo
- 1991 : Clérambault, Cantates profanes, avec Isabelle Poulenard, soprano ; Gilles Ragon, ténor ; Ensemble Amalia : Philippe Allain-Dupré, flûte ; Marianne Muller, viole de gambe ; Aline Zylberajch, clavecin ; Yasunori Imamura, théorbe (1–4 janvier 1991, Opus 111) (OCLC 27753526)
- 1992 : Antonio Vivaldi, Montezuma (label Auvidis), avec La Grande Écurie et la Chambre du Roy, direction Jean-Claude Malgoire : violon solo
- 1994 : Jean-Marie Leclair, Récréation de musique pour 2 violons et Basse continue, avec Les Nièces de Rameau (Disques Pierre Verany) (OCLC 417330137)
- 1995 : Henry Purcell, Sonates en trio à trois et quatre parties, avec Les Nièces de Rameau (9–12 mars 1995, Disques Pierre Verany) (OCLC 658390297)
- 1998 : Jean-Philippe Rameau, Pièces de clavecin en concerts, avec Les Nièces de Rameau (23–24 février 1998, Accord/Universal) (OCLC 492047896)
- 2003 : Carl Philipp Emanuel Bach, Sonates en trio, Sanguineus et Melancholicus, avec Les Nièces de Rameau (21–25 octobre 2002, Zig-Zag Territoires) (OCLC 658983297)
- 2005 : J.S. Bach, Sonates pour violon et clavecin obligé (BWV 1014–1019), avec Blandine Rannou, clavecin (5–16 mai 2003, Zig Zag Territoires) (OCLC 658339755)
- 2007 : Joseph Haydn Die Schöpfung, (Virgin), avec Les Arts Florissants , direction William Christie) : violon solo.
- 2010 : Jean Sébastien Bach, Passion selon saint Matthieu (label Calliope), avec La Grande Écurie et la Chambre du Roy, direction Jean-Claude Malgoire) : violon solo du premier orchestre.
- 2011 : Élisabeth Jacquet de La Guerre, Sonates pour violon, avec l’Ensemble Les Dominos : Guido Balestracci, viole de gambe ; Blandine Rannou, clavecin ; Jonathan Rubin, théorbe et guitare (octobre 2010, Ricercar) (OCLC 811456354)
- 2011 : Biber, Sonates du Rosaire, avec l’Ensemble Les Dominos : Guido Balestracci, viole de gambe, lyrone ; Angélique Mauillon, harpe ; Jonathan Rubin, théorbe, guitare baroque ; Richard Myron, violone ; Blandine Rannou, clavecin, orgue (juillet 2011, Psalmus PSAL 018/3) (BNF 43694099)
- 2012 : Joseph Bologne de Saint-George, Plaisir d'aimer, souffrance d'aimer, Romances et sonates, avec Luanda Siqueira, soprano ; Olivier Baumont, clavecin Benoist Stehlin 1750 et piano-forte carré Longman & Broderip, Londres 1795 (2011, Euromusic/Loreley Production LY046/Harmonia Mundi)
- 2012 : François Couperin, Sonates, avec Les Dominos (mai 2012, Ricercar RIC 330)
- 2013 : Georg Friedrich Haendel, Belshazza (Les Arts Florissants Editions), avec Les Arts Florissants, direction William Christie : violon solo
- 2013: Marc-Antoine Charpentier, Sonate à 8 H.548, Pour un reposoir H.508, Noël pour les instruments H.531 & H.534, avec Les Dominos, Les Agréments, Chœur de chambre de Namur : violon et direction (mai 2012, mai 2013, Ricercar RIC 338)
- 2014 : Georg Friedrich Haendel, Music for Queen Caroline (Les Arts Florissants Éditions), avec Les Arts Florissants, direction William Christie : violon solo.
- 2014 : Rameau, Concerts en sextuors, avec Les Dominos : Stéphanie de Failly, Sue Ying Koang, violons ; Simon Heyerick, alto ; Claire Giardelli, basse de violon ; Cyril Poulet, violoncelle ; Evolène Kiener basson ; Serge Saitta, Amélie Michel, flûtes et piccolos ; Laurent Stewart, clavecin ; Florence Malgoire, violon et direction (2014, Ricercar RIC 350)
- 2016 : La Harpe reine, Musique à la Cour de Marie-Antoinette (Harmonia Mundi, avec Les Arts Florissants, direction William Christie : violon solo.
- 2016 : Bien que l'amour... Airs sérieux et à boire (Harmonia Mundi, avec Les Arts Florissants, direction William Christie : violon solo.
- 2017 : Genève au Siècle des Lumières (Claves) Orchestre baroque de la HEM-Genève : violon et direction.
- 2019 : Si vous voulez un Jour... Airs sérieux et à boire, vol. 2 (Harmonia Mundi, avec Les Arts Florissants, direction William Christie : violon solo.